# Parorbiliopsis samarae
Parorbiliopsis samarae är en svampart som först beskrevs av Josef Velenovský, och fick sitt nu gällande namn av Svrcek 1992. Parorbiliopsis samarae ingår i släktet Parorbiliopsis och familjen Helotiaceae.   Inga underarter finns listade i Catalogue of Life.